# Левиафан (месторождение)
Левиафан (англ. Leviathan, ивр. לווייתן‎) — газовое месторождение Левантийского нефтегазоносного бассейна на шельфе Левантийского моря (Средиземное море) вблизи морской границы Израиля с Ливаном. Самое большое израильское газовое месторождение.
Поставки газа с него начались в начале 2020 года.

## Расположение

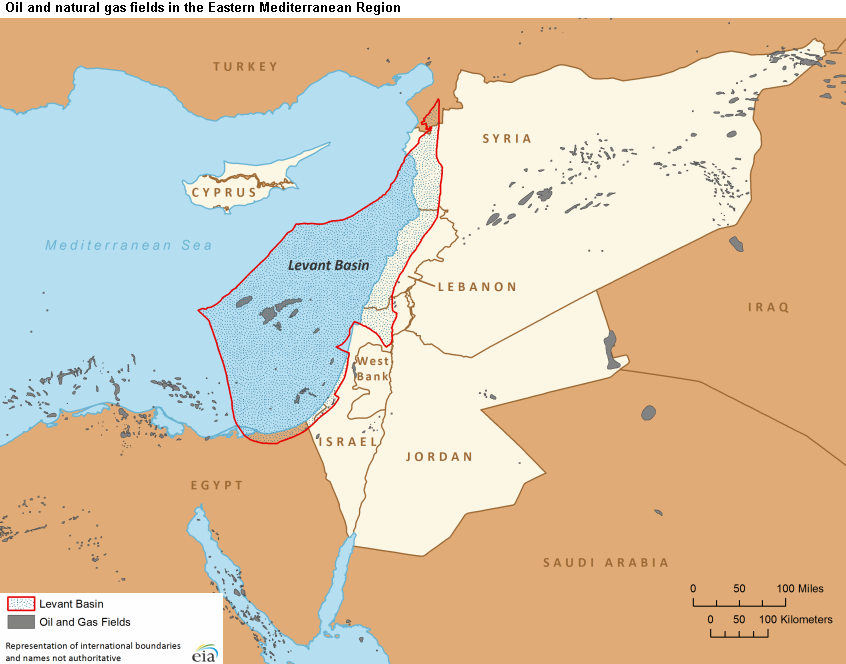
Схема бассейна «Левант» по данным EIA, США.

Месторождение расположено в 135 км к западу от Хайфы, в 47 км на юго-запад от месторождения Тамар. Глубина моря здесь составляет 1634 м.
В 2010 году Ливан заявил, что северная часть месторождения находится в его территориальных водах, Израиль оспаривает данное заявление. Израиль и Ливан обратились в ООН с целью уточнения морских экономических границ.
План урегулирования спора был подготовлен в 2012 году при участии США.

## Запасы
По оценкам Геологической службы США объём неразведанных, технически извлекаемых запасов месторождения составляет
≈ 3,454 триллиона м³ / 122 триллиона кубических футов природного газа (на 2020 год — 6,2 трлн м³) и 
1,7 млрд баррелей нефти.
Под газовым месторождением, на глубине 5,8 км, как предполагается, находится месторождение нефти, потенциал которого, с вероятностью 17 %, — 3 млрд баррелей.
На глубине 7,2 км есть шансы (оцениваемые в 8 %) обнаружить ещё около 1,2 млрд баррелей нефти.

## Разработка
Американская нефтяная компания Noble Energy, обнаружившая предположительное месторождение в июне 2010 года и объявившая об открытии 30 декабря того же года, оценила суммарные ресурсы структуры Левиафан в 453 млрд м³ при 50% достоверности оценки. Позднее эти данные получили подтверждение; таким образом, «Левиафан» — крупнейшее из обнаруженных в 2000-е годы газовых месторождений в мире.
В мае 2011 года журнал «Oil and Gas Investor» «назвал израильский „Левиафан“ лучшим месторождением природного газа в мире по результатам прошлого года».[уточнить]
Американский аналитик Джим Финк выражал сомнение, что Noble Energy хватит ресурсов для освоения такого масштабного проекта.
В январе 2017 года министры энергетики Италии, Греции, Израиля и Кипра встретились для обсуждения планов по созданию газопровода длиной около 2 тыс. км от месторождений «Левиафан» и Афродита (Кипр) до Греции и Италии; затраты на проект предварительно оцениваются в 5,5-5,7 млрд долларов США и 8 лет строительства, возможные мощности перекачки — в диапазоне 8—16 млрд м³ ежегодно.
Сроки освоения постоянно сдвигаются в силу разногласий между компанией и правительством государства. В середине 2016 года Noble получила одобрение от министерства на план разработки месторождения. По данным от декабря 2016 года Delek Group заявила план с началом добычи газа в 2019 году.
31 декабря 2019 года началась тестовая подача газа с месторождения «Левиафан» в Израиль; Министерство охраны окружающей среды сообщило, что разработчики — компания Noble Energy и её партнёры (проект реализуется консорциумом в составе Delek Drilling (45,34%), Noble Energy (39,66%, оператор) и Ratio Oil Exploration (15%)) — выполнили все необходимые требования и могут начать промышленную добычу газа. «Хеврат хашмаль» и другие потребители начали получать природный газ с месторождения «Левиафан».
16 января 2020 года Noble Energy начал добычу и поставки газа в Египет; началась коммерческая эксплуатация месторождения. Добычная инфраструктура месторождения включает стационарную платформу, 4 скважины и 2 газопровода для транспортировки газа (газопровод проходит большей частью по дну Средиземного моря, его конечными точками являются Ашкелон в Израиле и Эль-Ариш в Египте).

### Потребители
По состоянию на 2016 года потребителями газа станут: новая частная электростанция в Израиле, станции частной компании Edeltech (Израиль); подписаны 18-летние контракты на поставки. Консорциум, который включает в себя U.S. Noble Energy, подписал контракт на экспорт газа в Египет с частной египетской фирмой.
В начале 2018 года Египет с его 100-миллионным населением и соседняя Иордания заключили Договор о поставках израильского газа, добываемого в месторождениях «Левиафан» и Тамар.
В ноябре 2018 года Израиль подписал соглашение с Грецией, Италией и Кипром о строительстве газопровода EastMed (Восточный Средиземноморский) мощностью до 20 млрд м³ газа в год от израильского шельфа через остров Крит и Грецию в Италию.
При этом Египет, наращивающий собственную добычу газа и уже полностью обеспечивающий собственные потребности в газе, в израильском газе формально не нуждается, но формирует мощный газовый хаб, который аккумулирует газ с месторождений Восточного Средиземноморья, включая собственные месторождения Египта (Зохр), месторождения Кипра (Афродита) и Израиля («Левиафан» и Тамар), где, после сжижения, газ с него будет поставляться танкерами-газовозами в Европу.